# Thryophilus sinaloa
Thryophilus sinaloa là một loài chim trong họ Troglodytidae.